# Sygehusenheden Ærø
Sygehusenheden Ærø eller Ærø Sygehus, Sygehusvejen 18 i Ærøskøbing på Ærø er et sygehus, som tager sig af en række basisopgaver for Ærøs befolkning. Ærø sygehus er en afdeling af Odense Universitetshospital
Afdelingen "Medicinsk/kirurgisk Ærø" har årligt ca. 700 indlæggelser og ca. 1.350 ambulante behandlinger. Sygehuset har 12 sengepladser, et ambulatorium, en visiteret skadestue/modtagelse, et laboratorium og en røntgenafdeling. Sygehusenheden Ærø betjener øens 6.500 borgere samt de ca. 300.000 turister der årligt besøger øen. Ud over medicinsk afdeling rummer Sygehusenheden på Ærø en klinisk/biokemisk afdeling, en billeddiagnostisk afdeling og en jordemoderkonsultation samt information, køkken, teknisk afdeling inkl. portør- og rengøringsfunktion. Der er ansat 53 medarbejdere på Sygehusenheden Ærø, hvoraf de 36 er ansat i medicinsk afdeling. 
Personalet er uddannet i traumemodtagelse, hjertestopbehandling, akut medicinsk behandling, pleje af barselspatienter, behandling af kronisk syge og døende samt rehabilitering af patienter efter større operationer på andre sygehuse. Sygehuset er uddannelsessted for sygeplejestuderende fra University College Lillebælt, sygeplejerskeuddannelsen i Odense, social- og sundhedsassistenteleve fra Social og sundhedsskolen i Svendborg, studiested for medicinsk studerende og modtager erhvervspraktikanter på 9. og 10. klassetrin.
Sengeafsnittet modtager døgnet rundt både akutte og planlagte patienter til indlæggelse.
- Patienter med medicinske sygdomme
- Patienter med kirurgiske sygdomme
- Akut syge børn
- Patienter, der indlægges akut og overflyttes til specialafdeling i Svendborg eller på  Odense Universitetshospital
- Terminale patienter til pleje og lindrende behandling
- Akutte psykiatriske patienter

Sygehusforeningen Ærøs formål er at arbejde for bevarelse af Ærøskøbing Sygehus. Foreningens ca. 2000 medlemmer har gennem årene doneret vigtigt udstyr, hjælpemidler og inventar til sygehuset.

## Historie
Ærøskøbing Sygehus blev indviet 1891 som det eneste i det daværende Svendborg Amt. Der var i begyndelsen kun ca. 16 sengepladser og ansat 1 læge, 1 sygeplejerske og 1 tjenestepige. Det første år blev der behandlet 78 patienter, som i gennemsnit blev indlagt i 30 dage. 
1935 havde sygehuset en sengekapacitet på 28 senge. 1940 blev sygehuset udvidet og havde nu 48 sengepladser plus 12 i den særskilte epedimiafdeling.
3. juni 1988 kom embedsmænd fra det daværende Fyns Amt til Ærøskøbing for at drøfte en eventuel nedlæggelse af sygehuset med sygehusledelsen. Ved ankomsten blev de modtaget af en demonstration med ca. 1000 deltagere.